# Hoobastank (album)
Hoobastank è il primo album in studio del gruppo musicale statunitense omonimo, pubblicato il 20 novembre 2001 dalla Island Records.

## L'album
Hoobastank viene definito il primo album degli Hoobastank perché le produzioni precedenti non rispecchiavano le caratteristiche poste all'interno di questa produzione.
Gli Stessi componenti del gruppo reputano che questo sia il loro vero primo album, interpretando le due precedenti produzioni (Muffins e They Sure Don't Make Basketball Shorts Like They Used To) come dei Demo di preparazione per questo album, vero loro esordio al grande pubblico.
Rispetto alla produzione precedente il gruppo cambia totalmente genere (complice anche l'abbandono del gruppo da parte di Derek Kwan e Jeremy Wasser), passando da uno Ska molto soft ad un alternative rock piuttosto veloce e con caratteristiche che li accomunano molto al sound degli Incubus, vero gruppo di riferimento per l'intero sviluppo dell'album.
Il primo singolo estrapolato dall'album è Crawling in the Dark, primo brano anche proposto nell'album, e subito si sente che la musica del gruppo è passata ad uno stile più maturo, proponendo una accoratezza e una precisione di esecuzione che mancava alle loro precedenti produzioni. Seguiranno Running Away e Remember Me, altri due singoli che permetteranno al gruppo di farsi conoscere anche dalle radio internazionali e dalle televisioni di riferimento.
Proprio grazie all'ottima produzione di questo album, iniziano a fare i loro primi tour mondiali soprattutto come spalla dei seguenti gruppi: 311, Alien Ant Farm e Incubus.

## Tracce
1. Crawling in the Dark – 2:55
2. Remember Me – 3:34
3. Running Away – 2:58
4. Pieces – 3:15
5. Let You Know – 3:39
6. Better – 2:53
7. Ready for You – 3:07
8. Up and Gone – 3:21
9. Too Little Too Late – 3:15
10. Hello Again – 3:02
11. To Be with You – 4:02
12. Give It Back – 2:58

### Japanese Bonus Tracks
1. Losing My Grip – 3:55
2. The Critic – 4:15

## Formazione
- Douglas Sean Robb - voce
- Daniel Estrin - chitarra
- Chris Light Hesse - batteria
- Markku Lappalainen - basso